# Говоруненко, Пётр Дмитриевич
Пётр Дмитриевич Говоруненко (18 октября 1902 года, с. Ильмень, Камышинский уезд, Саратовская губерния, ныне Руднянский район, Волгоградская область — 27 января 1963 года, Москва) — советский военный деятель, генерал-лейтенант танковых войск (19 апреля 1945 года). Герой Советского Союза (29 июня 1945 года).

## Начальная биография
Пётр Дмитриевич Говоруненко родился 18 октября 1902 года в селе Ильмень ныне Руднянского района Волгоградской области.
В 1915 году окончил пять классов земского училища. Занимался сельскохозяйственным трудом в родном селе.

## Военная служба

### Довоенное время
В июне 1920 года призван в ряды РККА, после чего служил писарем в Камышинском (Руднянском) волостном военкомате и бойцом отряда ЧОН Камышинского уезда. В марте 1921 года был уволен в запас.
В августе 1922 года повторно призван в ряды РККА и направлен на учёбу в  20-ю Саратовскую пехотную школу комсостава РККА, дислоцированную в Саратове, после окончания которой в 1925 года направлен в 45-й артиллерийский полк (45-я стрелковая дивизия, Украинский военный округ), где служил на должностях командира взвода, квартирмейстера полка, политрука батареи, командира и политрука батареи, а с марта 1932 года служил на должностях командира автобронероты, затем артиллерийского дивизиона в составе этой же дивизии, а в марте 1933 года назначен на должность командира и военкома отдельного артиллерийского дивизиона (45-й механизированный корпус).
В ноябре 1934 года направлен на учёбу в Военную академию механизации и моторизации РККА, после окончания которой с июня 1939 года служил на должностях военкома и начальника отдела политической пропаганды 48-й отдельной лёгкой танковой бригады, а в марте 1941 года назначен на должность заместителя по политической части командира 58-й танковой дивизии (1-я Краснознамённая армия, Дальневосточный фронт).

### Великая Отечественная война
С началом войны находился на прежней должности.
В октябре 1941 года дивизия была передислоцирована и включена в состав Западного фронта, после чего принимала участие в боевых действиях в ходе Калининской, Клинско-Солнечногорской оборонительной и Клинско-Солнечногорской наступательной операциях.
В январе 1942 года назначен на должность офицера связи 30-й армии, а в марте того же года — на должность начальника штаба 375-й стрелковой дивизии, которая вскоре принимала участие в оборонительных и наступательных боевых действиях в районе Ржева. После гибели в сентябре того же года командира дивизии генерал-майора Н. А. Соколова Говоруненко назначен на эту же должность. Вскоре дивизия под командованием Говоруненко принимала участие в боевых действиях в ходе Курской битве, Белгородско-Харьковской наступательной операции и битве за Днепр, а также в освобождении Белгорода, Харькова и Кременчуга. За отличие в боевых действиях за Харьков дивизии было присвоено почётное наименование «Харьковская». 6 декабря 1943 года генерал-майор Говоруненко был тяжело ранен.
После излечения в мае 1944 года назначен на должность заместителя командира 2-го гвардейского танкового корпуса, а в сентябре того же года — на должность командира 18-го танкового корпуса, который вскоре принимал участие в боевых действиях в ходе Дебреценской и Будапештской наступательных операций. За отличия при освобождении Будапешта корпусу присвоено почётное наименование «Будапештский». Вскоре корпус участвовал в Балатонской оборонительной и Венской наступательной операциях. За образцовое выполнение заданий командования при освобождении городов Секешфехервар, Мор, Веспрем корпус был награждён орденом Суворова 3 степени, а за доблесть и мужество, проявленные при освобождении Вены — орденом Кутузова 2 степени.
Указом Президиума Верховного Совета СССР от 29 июня 1945 года за мужество и героизм, проявленные в Будапештской и Балатонской операциях, генерал-лейтенанту танковых войск Петру Дмитриевичу Говоруненко присвоено звание Героя Советского Союза с вручением ордена Ленина и медали «Золотая Звезда» (№ 7832).

### Послевоенная карьера

Могила Говоруненко на Новодевичьем кладбище Москвы.

После окончания войны Говоруненко продолжил командовать корпусом, который в сентябре 1945 года был преобразован в 18-ю танковую дивизию.
В мае 1946 года назначен на должность заместителя командующего 7-й механизированной армией, а в марте 1947 года — на должность заместителя командира 3-й гвардейской отдельной кадровой танковой дивизии.
В июне 1948 года направлен на Высшие академические курсы при Высшей военной академии имени К. Е. Ворошилова, однако в сентябре того же года переведён на основной факультет академии, который окончил в декабре 1949 года с отличием и золотой медалью.
В феврале 1950 года назначен на должность командующего бронетанковыми и механизированными войсками Туркестанского военного округа, в ноябре того же года — на должность командующего 1-й гвардейской механизированной армией, а в феврале 1954 года — на должность начальника кафедры тактики высших соединений и оперативной подготовки Военной академии механизации и моторизации.
В июне 1957 года направлен в Болгарию и назначен на должность военного советника начальника Военной академии Болгарской народной армии, а в августе 1958 года — на должность военного советника командующего общевойсковой армией. В марте 1959 года вернулся в СССР и назначен на должность старшего преподавателя кафедры оперативного искусства Военной академии Генштаба ВС СССР.
Генерал-лейтенант танковых войск Пётр Дмитриевич Говоруненко умер 27 января 1963 года в Москве. Похоронен на Новодевичьем кладбище.

## Награды
- Медаль «Золотая Звезда»;
- Два ордена Ленина;
- Четыре ордена Красного Знамени;
- Орден Кутузова 1 степени (28.04.1945);
- Орден Суворова 2 степени;
- Медали;
- Иностранные ордена.

## Воинские звания
- генерал-майор (1 сентября 1943 года; за отличия в боях под Курском и Белгородом[1]);
- генерал-лейтенант танковых войск (19 апреля 1945 года).

## Память
В честь П. Д. Говоруненко названа улица в родном селе Ильмень, а также средние школы в селе Ильмень и в городе Харьков.